# Hell on Earth 2006
"Hell on Earth 2006" é o episódio #150 da série de desenhos animados adultos South Park, transmitida pela Comedy Central. Exibido originariamente em 25 de outubro de 2006, foi o quarto episódio de Halloween da série.
O programa gerou controvérsias ao parodiar em uma cena o apresentador Steve Irwin, então recém-falecido.

## Enredo
Satã quer comemorar o Halloween, que ele considera como seu feriado, com uma grande festa em  Los Angeles realizada ao estilo das garotas debutantes americanas mimadas. Ele proclama às almas condenadas que os convidados ganharão uma pulseira azul e devem vestir uma fantasia para participarem da festa. Além dos condenados, Satã convida muitas celebridades. Como grande surpresa para a festa, Satã quer um gigantesco bolo em forma de um carro Ferrari (referência a Puff Daddy). Para trazerem essa guloseima-surpresa, são enviados três famosos assassinos seriais americanos — Ted Bundy, Jeffrey Dahmer e John Wayne Gacy. Enquanto isso, o cardeal Roger Mahony e outros representantes da Arquidiocese Católica de Los Angeles descobrem sobre a festa e ficam furiosos por não terem sido convidados. Então planejam para impedir que a festa seja realizada.
Em South Park (Colorado), Cartman, Stan, Kyle, Token, Tweek Tweak e Butters realizam um ritual para invocarem Biggie Smalls, um famoso cantor falecido de hip hop (referência ao filme Candyman). Butters consegue mas Biggie tem uma pulseira azul e fica furioso pois não consegue ir ao Inferno para participar da festa. Com duas armas nas mãos, ele exige que Butters o ajude. Os católicos são barrados pela segurança de Satã, que só deixa passar quem está com a pulseira azul.
Enquanto isso, os três assassinos seriais acabam destruindo o bolo numa sequência em que são imitadas as pantomimas dos Três Patetas. Demonius, o assistente de Satã (fantasiado de Capitão América), substituiu o bolo Ferrari por um Acura e o leva no exato momento que as luzes são acesas para exibirem a surpresa.
Satã fica raivoso quando percebe que o bolo não é o que pediu e grita que a festa não é para os convidados mas para ele e isso deixa os presentes constrangidos. Satã percebe que todos pararam de se divertir e diz que ao tentar fazer uma festa como as de debutantes mimadas, acabara se tornando uma. Ele pede desculpas aos convidados e diz que eles fazem sua vida ser especial. Satã então permite a entrada de todos inclusive dos representantes católicos. Butters está na festa e usa um espelho de maquiagem para invocar Biggie Smalls que consegue assim, enfim, participar.

## Repercussão
Dan Iverson que inicialmente criticara o episódio, disse que as piadas de Satã como uma garota (fantasiado com uma roupa de colegial usada por Britney Spears no clip Baby One More Time)  e a cena que fez referência aos Três Patetas, foram sátiras divertidas.

### Controvérsia com Steve Irwin
Um dos participantes da festa de Satã foi Steve Irwin, que aparece com uma arraia com a cauda espetada no seu peito (isso foi a causa da morte dele). Satã não acredita que ele seja o verdadeiro Irwin, achando que é alguém fantasiado e que isso seria de mau gosto, tendo em vista a morte recente do apresentador. Percebendo tratar-se mesmo de Irwin, Satã o expulsa da festa pois não estaria com fantasia. A controvérsia surgiu pelo fato da morte ter sido muito recente. Um amigo de Terri Irwin, a viúva de Steve Irwin, afirmou (em tradução livre):"Terri está arrasada com essa cruel zombaria com o marido. Ela se preocupa que os filhos Bindi e Bob vejam isso e se abatam. Steve tinha um grande senso de humor mais isso é ir longe demais".
Em resposta à controvérsia, Tony Fox, um relações públicas da Comedy Central disse (em tradução livre): "os caras de South Park fazem coisas impróprias a todo momento...seu objetivo é fazer com que as pessoas riam e não ofender ninguém." Outras pessoas do canal afirmaram que no passado South Park tinha ofendido pessoas e provavelmente o fará novamente no futuro. O público costumeiro do programa não fica chocado.